# Jean Bodin
Jean Bodin [žán bodén] (1529 Angers, département Maine-et-Loire – 1596 Laon, dép. Aisne) byl francouzský právník, filosof, politik a politolog, humanista, člen pařížského parlamentu (soudní instituce) a profesor práva v Toulouse. Patří mezi první myslitele lidských práv a náboženské tolerance, mezi zakladatele moderního veřejného práva a politické teorie.

## Život
Jean Bodin pocházel z bohaté řemeslnické rodiny, v mládí vstoupil do karmelitánského kláštera v Angers, studoval v Paříži filosofii a římské právo v Toulouse. Tam se také stal vysokým městským úředníkem a v jedné ze svých prvních knih vybízí město Toulouse, aby se staralo o společnou humanistickou a náboženskou výchovu mládeže jako podmínku občanské svornosti. Od roku 1561 působil jako advokát v Paříži. Jako rádce francouzského krále se stal 1576 zástupcem „třetího (městského) stavu“ na sněmu v Blois, s králem se však rozešel, protože nesouhlasil s jeho zákonodárstvím, a stal se rádcem vévody z Anjou. Roku 1584 se stal královským prokurátorem (místodržitelem) v Laonu. Pod jeho vedením se město zprvu přiklonilo ke katolické Lize, později však uznalo krále Jindřicha IV. Roku 1596 zemřel na mor v Laonu.

## Náboženské války
Královská moc se ve Francii po smrti krále Jindřicha II. († 1559) oslabila, protože jeho nástupci byli příliš mladí a o vládu se přely dvě konkurující si skupiny, vedené vévody z Condé a vévody z Guise. Ač byly tyto rody i uvnitř nábožensky rozdělené, Condé se stal vůdcem protestantské strany (pozdějších Hugenotů) a Guisové strany katolické (pozdější Ligy). Napětí mezi oběma brzy přerostlo v krvavou občanskou válku, k níž patřila i série politických vražd a tzv. Bartolomějská noc (1572). Války ukončil až Edikt nantský o náboženském smíru roku 1599.
Humanista a katolík Bodin prožil téměř celý svůj dospělý život za občanské války, která ve Francii napáchala nesmírné škody. Měl tedy podobnou životní zkušenost jako jeho pokračovatelé Hugo Grotius nebo Thomas Hobbes. Bodin byl ovlivněn tolerantním učením Erasma Rotterdamského a celý život věnoval úsilí o ukončení války a nastolení míru, což podle něho mohl udělat jen silný a schopný panovník. Snažil se dosáhnout dohody o toleranci mezi znepřátelenými stranami, aby se mohl sejít sněm, který by zemi úplně sjednotil i nábožensky. Stál na straně krále a občas i katolické ligy, celé jeho dílo je však vedeno snahou o upevnění královské autority a státu, a to zejména prostřednictvím práva.

## Bodinovo myšlení o státu
Bodin byl typický představitel městského stavu, zastánce volného obchodu a exportu. Proto varoval před zasahováním panovníka do měny a cen. Často se cituje jeho věta „Všechno bohatství i síla pochází z lidí“. Inflaci mohou podle něho působit buď monopoly, nedostatek zboží anebo války. Třetí stav válkami náboženských frakcí a jejich ctižádostivých vůdců nejvíce trpěl a naději viděl pouze v obnovení autority krále. Protože je jediná, jež by mohla nastolit mír, snažil se ji Bodin posilovat všemi prostředky. Shromáždil pro ni argumenty z historie , nesouhlasil s rozprodejem královských statků, které pokládal za majetek státu, na rozdíl od Machiavelliho zdůrazňoval mravní význam rodiny a státu a zejména se snažil vypracovat pevné právní základy státu. Tomuto státu a jeho panovníkovi věrně sloužil a hájil jeho zájmy i proti stavům, zejména vysoké šlechtě.
Ve svých knihách o historii i právu Bodin shromáždil množství znalostí a kladl důraz na racionální analytickou metodu, soustavné rozebírání známých skutečností, které jediné umožní rozumět a podle toho jednat. Bodin vytvořil pojem „politické vědy“, neboť jeho tématem není panovník, nýbrž stát jako suverénní instituce. Lidské společenství se sice zakládá na přátelství, ne na spravedlnosti, ale kde není suverénní panovník, není spravedlnost ani politická společnost, nýbrž anarchie.

## Dílo

### Šest knih o republice (1576)
Roku 1576 vydal Bodin své nejznámější dílo, Šest knih o státu, jimiž chtěl obnovit instituční základy francouzského království, otřesené náboženskými válkami a vzpourami. Jde o možná nejrozsáhlejší dílo o politické filozofii, jaké kdy bylo napsáno, a rozhodně nejvlivnější knihu o politické filozofii z šestnáctého století. Protože novověký stát nemá náboženskou oporu, má panovník nárok na absolutní poslušnost poddaných, kteří nemají právo na odpor – i když s panovníkem nesouhlasí. Stát sice vzniká násilně, jeho cílem je ale obrana proti násilí. Forma státu a vlády není podle něho totéž: monarchie může být demokratická, pokud král připouští všechny občany k úřadům. Moc panovníka musí být „absolutní“, to znamená, že panovník nepodléhá zákonům (lat. legibus solutus), nicméně podléhá přírodnímu i božskému zákonu.
Na rozdíl od Hobbese si ale Bodin nemyslí, že by o správném a nesprávném rozhodoval zákon, vydaný panovníkem. Panovník není zákonem, protože odpovídá Bohu a je jeho nástrojem. Jeho moc je tedy absolutní, ale ne libovolná. Bodin rozlišuje zákon jako panovníkův příkaz a právo jako to, co je spravedlivé. Panovník má například dodržovat smlouvy, i když jsou v zájmu druhého, má si poddané získat, ne vládnout strachem. Z pevného rámce přirozeného a Božího zákona také vyplývá, že otroctví je ničemnost.
Občané mají svá nezadatelná práva, totiž svobodu a právo na majetek. Přirozená svoboda znamená žít podle svého, ovšem podle rozumu, kdežto občanská svoboda zahrnuje navíc poslušnost panovníkovi. Zárukou svobod není souhlas poddaných, ale Boží zákon. Soukromý majetek je podle Božího i přirozeného zákona, takže panovník nemůže ukládat daně jak chce. Tyranie znamená porušování svobody a majetku. Pěstovat schopnost rozlišení dobrého a zlého, pravdy a lži, zbožnosti a bezbožnosti je nejvyšší dobro člověka i poslední úkol státu. Není ale úkolem vládce zavádět a prosazovat určité náboženství (a trestat heretiky), nýbrž podporovat náboženství jako oporu společnosti.
Stát musí především zajistit životy podaných a jejich majetek, pak se teprve může ptát, jaký život je ten nejlepší. Jednotkou státu je rodina, ne jednotlivec: odtud plyne absolutní autorita otce i mravní význam rodiny. Stát je svrchovaná, suverénní moc, trvalá a neomezená; kdyby ji někdo mohl omezit, byl by suverénem on. Všechna moc pochází od Boha, ne od poddaných, podobně jako v rodině. Atributy suverenity jsou: 1) panovník rozhoduje o válce a míru; 2) obsazuje úřady; 3) je poslední odvolací instancí a 4) může vyžadovat přísahu loajality. Tato práva nemůže delegovat.
Bodin přebírá Aristotelovu klasifikaci vlád, ale aktualizuje ji; tak aristokracie u něho není vláda několika, nýbrž menšiny, a demokracie není vláda všech, nýbrž většiny. Smíšené ústavy, jež Aristotelés tak cenil, odmítá jako nemožné, neboť moc se nedá dělit. Moc se ovšem může prosazovat trojím způsobem: tyransky, to jest jako bezprávná libovůle, despoticky, to jest jako právoplatná libovůle (například v dobytých zemích), anebo legitimně, s ohledem na Boží zákon a práva poddaných.
Suverenita znamená moc nařizovat a nařízení musí vycházet z jedné vůle. Kolektivní suverenita je spíše iluze a v krizích či ohrožení, když je třeba rázně jednat, se spontánně všichni vracejí k monarchii – aspoň na čas – například v podobě diktatury. Dobrá vláda je ta, jež jedná správně, ne ta, s níž všichni souhlasí a monarchie je stálejší než demokracie, kde rozhodují i hlupáci a prospěcháři. Formu státu a vlády si ovšem lidé nevolí, je dána klimatem a povahou lidí: proto je v hornatém Švýcarsku demokracie, kdežto v bažinatých Benátkách aristokracie. Podstatnou složkou „klimatu“ je ale podle Bodina vliv hvězd a jejich cykličnost odpovídá cykličnosti dějin.

### Heptaplomeres
V dialogu Heptaplomeres (tj. Sedminásobný), který napsal roku 1593, ale tiskem vyšel až o sto let později, Bodin vysvětluje své náboženské názory a obhajuje potřebu tolerance. V dialogu vystupuje katolík, žid, muslim, luterán, skeptik, kalvinista a zastánce „přirozeného náboženství“; Bodin zde hájí svobodu svědomí, odmítá ale veřejnou diskusi o náboženství a doporučuje náboženskou shodu v obci, a to na základě přirozeného mravního „náboženství Kristova“, zbaveného pověr a fanatismu. Kniha měla velký vliv na Leibnize a další.
Zmíněné Bodinovy názory vedly představitele katolické církve k závěru, že Bodin kolísá mezi deismem a teismem a že se v jeho dílech projevuje nepřátelská tendence vůči katolickému náboženství. Bodinovy spisy proto katolická církev zařadila na Index zakázaných knih, kde byly uváděny až do konce 19. století. V roce 1900 byla většina Bodinových prací z Indexu vypuštěna a zůstal na něm pouze jeho spis „Universae naturae theatrum", který pojednává o přírodní filozofii.

## Zajímavosti
Jean Bodin byl humanista a průkopník náboženské tolerance, ale zároveň též pevně věřil v kouzla, čáry a existenci čarodějnic. Jeho svět byl plný duchů a nečistých sil. Jako soudce řídil osobně řadu soudních procesů s čarodějnicemi a tvrdil, že Francie je sužována tisíci dosud neodhalených a nepotrestaných čarodějnic. Vyzýval soudce, aby z vlastního popudu zasahovali proti podezřelým osobám a nečekali až na příkazy královského prokurátora. Doporučoval, aby byly do kostelů umisťovány zvláštní schránky, do nichž by věřící nenápadně mohli vkládat lístky se jmény osob podezíraných z čarodějnictví. V roce 1580 vyšla v Paříži jeho francouzsky psaná práce La démonomanie des sorciers [Démonomanie čarodějnic], v níž se zabýval odhalováním a stíháním osob, které jsou posednuty ďáblem. Čarodějníkem je dle Bodina ten, kdo se snaží něčeho dosáhnout pomocí ďábelských prostředků. K čarodějnictví jsou náchylné především ženy a Bodin vypočítává vady žen, které je vedou ke spojení s ďáblem: lehkověrnost, zvědavost, zvýšenou citlivost, sklon ke špatnostem, mstivost a upovídanost. Žena je podle něj „satanovým šípem" a „stráží pekelnou"; při výslechu si ženy nezaslouží žádnou shovívavost ani zmírnění trestu. Bodinova Démonomanie měla velký úspěch, v rozmezí let 1580 – 1600 byla vydána desetkrát a byla též přeložena do několika dalších jazyků, např. do latiny a italštiny.